# Arrondissements du Lot

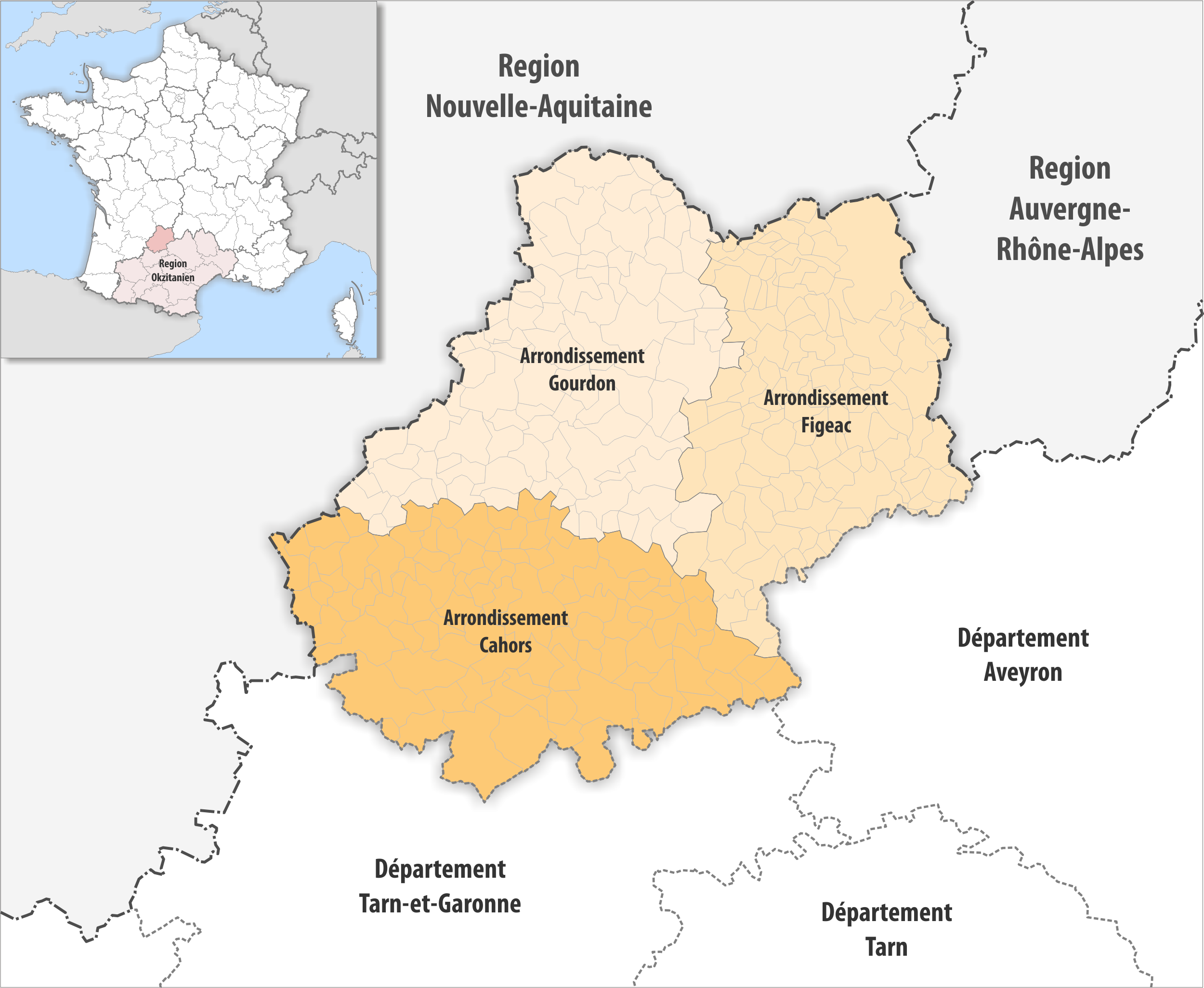
Les arrondissements du département du Lot en 2019.

Le département du Lot comprend trois arrondissements.

## Composition
| Nom                       | Code Insee | Superficie (km2) | Population (dernière pop. légale) | Densité (hab./km2) | Modifier             |
| ------------------------- | ---------- | ---------------- | --------------------------------- | ------------------ | -------------------- |
| Arrondissement de Cahors  | 461        | 1 860,90         | 73 782 (2022)                     | 40                 | modifier les données |
| Arrondissement de Figeac  | 462        | 1 593,30         | 54 968 (2022)                     | 34                 | modifier les données |
| Arrondissement de Gourdon | 463        | 1 762,30         | 46 870 (2022)                     | 27                 | modifier les données |
| Lot                       | 46         | 5 217,00         | 175 620 (2022)                    | 34                 | modifier les données |

## Histoire
- 1790 : création du département du Lot avec six districts : Cahors, Figeac, Gourdon, Lauzerte, Martel, Montauban
- 1790 : le district de Martel devient celui de Saint-Céré
- 1800 : création des arrondissements : Cahors, Figeac, Gourdon, Montauban.
- 1808 : suppression de l'arrondissement de Montauban (détaché pour la création du département de Tarn-et-Garonne)
- Lauzerte est une commune de Tarn-et-Garonne depuis 1808